# Клонтаскерт
Клонтаскерт (англ. Clontuskert; ирл. Cluain Tuaiscirt) — деревня в Ирландии, находится в графстве Роскоммон (провинция Коннахт).

## Демография
Население — 193 человека (по переписи 2006 года). В 2002 году население составляло 236 человек.
Данные переписи 2006 года:
| Общие демографические показатели |               |                               |                               |      |      |
| Всё население                    | Всё население | Изменения населения 2002—2006 | Изменения населения 2002—2006 | 2006 | 2006 |
| 2002                             | 2006          | чел.                          | %                             | муж. | жен. |
| 236                              | 193           | −43                           | −18,2                         | 90   | 103  |